# مقصدهای پروازی آلایتالیا
آلایتالیا به ۲۶ مقصد داخلی و ۵۷ مقصد بین‌المللی در ۵۰ کشور جهان به‌صورت برنامه‌ریزی‌شده پرواز انجام می‌دهد. (به‌جز چارترهای فصلی تا تاریخ ۳۰ اکتبر ۲۰۱۴).

کشورهایی که آلایتالیا به آن‌ها پرواز انجام می‌دهد (شامل پروازهای فصلی و مسیرهای آینده).